# Мавзолей Хазрата Султана
Мавзолей Хазрата Султана (узб. Hazrati Sulton maqbarasi) — памятник архитектуры (XII—XIII веков), расположенный в селе «Шут», махалли «Кохсор», Китабского района, Кашкадарьинской области.
В соответствии с решением Кабинета Министров Республики Узбекистан от 24 февраля 2021 года «О дополнительных мерах по развитию внутреннего туризма и паломнического туризма» он включен в национальный список недвижимого имущества и материального культурного наследия — подлежащий государственной охране.

## Местоположение
Гора расположена в селе Шут и является самой высокой вершиной Республики Узбекистан. Эта вершина находится на высоте 4163 метра над уровнем моря и является истоком реки Оксув, «левого притока» Кашкадарьи. Это место известно как святыня Хазрата Султана Шахрисабз, расположенная в 82 километрах к северо-востоку от Китаба, граничащая с Республикой Таджикистан и примыкающая к пику Гава, расположенному на стыке Зарафшанских и Хисарских гор.
Мавзолей Хазрата Султана расположен на крайнем конце хребта, как небольшая вершина, на пике Хазрат Султан. К вершине ведут каменные ступени, высеченные ногами паломников на протяжении тысячелетий, окружающие скалы напоминают башни. Паломники собирают у могилы Хазрата Султана лекарственные растения, обладающие особыми целебными свойствами.
Могила имеет сложную структуру из камней, деревянных сваев, кувшинов и плит с арабскими надписями. Рядом с могилой находится плоская каменная площадка, на которой паломники читают молитвы.
Древняя часть мавзолея Хазрат Султан представляет собой длинную пещеру, которая ведет через широкий сводчатый коридор к святилищу. К святилищу примыкают 3 пещеры. Мавзолей был восстановлен в XVI—XVIII веках.
Тысячи паломников (мужчины и женщины) со всего Узбекистана и соседнего Таджикистана стараются приехать сюда, чтобы помолиться и найти решение своих проблем.

## Название
Мавзолей и гора Хазрата Султана в народе известны как «Гора покаяния» и «Авгай Киямат» . Тайна холма Хазрат Султан и по сей день поражает человечество. Также о вершине горы в народе ходит ряд легенд, и считается, что туда очень сложно подняться поскольку вершина обладает божественной силой.